# DraftSight
DraftSight — це пропрієтарна 2D САПР (система автоматизованого проєктування) для інженерів, архітекторів, студентів та викладачів. Продукт розроблений компанією Dassault Systèmes і дозволяє користувачам створювати, редагувати і переглядати DWG і DXF файли.
Мови: англійська, спрощена китайська, традиційна китайська, чеська, французька, німецька, італійська, іспанська, японська, корейська, польська, португальська, турецька та російська.

## Підтримувані платформи
DraftSight працює на Microsoft Windows XP, Windows Vista, Windows 7, Mac OS X і Linux (Mac і Linux в наш час[коли?] в бета-версії).

## Історія релізів
Початковий бета реліз для Windows: червень 2010
Mac бета I: вересень 2010
Генеральний випуск для Windows: лютий 2011
Linux бета-реліз: березень 2011
Mac бета-реліз II: березень 2011

## Особливості
DraftSight був розроблений для професійних користувачів CAD і включає такі можливості:
- декартову систему координат;

- командний рядок;

- традиційні меню і панель інструментів.

DraftSight є безкоштовним за умови щорічної реєстрації.